# کشتی در بازی‌های آسیایی ۲۰۱۴
مسابقات کشتی بازی‌های آسیایی ۲۰۱۴ از ۲۷ سپتامبر تا ۱ اکتبر سال ۲۰۱۴ در شهر اینچئون، کره جنوبی برگزار شد.

## مدال‌ها

### آزاد مردان
| Event       | طلا                           | نقره                          | برنز                            |
| ----------- | ----------------------------- | ----------------------------- | ------------------------------- |
| ۵۷ کیلوگرم  | هاکجین جونگ · کره شمالی       | رسول کالیف · قزاقستان         | نومین باتبولدین · مغولستان      |
| ۵۷ کیلوگرم  | هاکجین جونگ · کره شمالی       | رسول کالیف · قزاقستان         | جونسیک یون · کره جنوبی          |
| ۶۱ کیلوگرم  | مسعود اسماعیل‌پور · ایران      | بجرانگ کومار · هند            | لی سیونگ-چول · کره جنوبی        |
| ۶۱ کیلوگرم  | مسعود اسماعیل‌پور · ایران      | بجرانگ کومار · هند            | نوری‌یوکی تاکاتسوکا · ژاپن       |
| ۶۵ کیلوگرم  | یوگشوار دات · هند             | زلیم خان یوسوپوف · تاجیکستان  | کاتای ییرلانبیک · چین           |
| ۶۵ کیلوگرم  | یوگشوار دات · هند             | زلیم خان یوسوپوف · تاجیکستان  | اختیار نوروزف · ازبکستان        |
| ۷۰ کیلوگرم  | بکزاد عبدالرحمانوف · ازبکستان | مانهو اوه · کره جنوبی         | الامان اولو · قرقیزستان         |
| ۷۰ کیلوگرم  | بکزاد عبدالرحمانوف · ازبکستان | مانهو اوه · کره جنوبی         | تاکافومی کوجیما · ژاپن          |
| ۷۴ کیلوگرم  | رشید قربانف · ازبکستان        | عزت‌الله اکبری · ایران         | سانگ‌کیو لی · کره جنوبی          |
| ۷۴ کیلوگرم  | رشید قربانف · ازبکستان        | عزت‌الله اکبری · ایران         | نارسینگ پانچام یاداو · هند      |
| ۸۶ کیلوگرم  | میثم مصطفی جوکار · ایران      | یسبولات نورزومبایف · قزاقستان | امیدجان عثمانف · ازبکستان       |
| ۸۶ کیلوگرم  | میثم مصطفی جوکار · ایران      | یسبولات نورزومبایف · قزاقستان | گوان‌اوک کیم · کره جنوبی         |
| ۹۷ کیلوگرم  | رضا یزدانی · ایران            | ماگومد موسائف · قرقیزستان     | خودربولگا دورجخاندین · مغولستان |
| ۹۷ کیلوگرم  | رضا یزدانی · ایران            | ماگومد موسائف · قرقیزستان     | مامد ابراگیموف · قزاقستان       |
| ۱۲۵ کیلوگرم | پرویز هادی · ایران            | دولت شبان‌بای · قزاقستان       | نوبویوشی آراکیدا · ژاپن         |
| ۱۲۵ کیلوگرم | پرویز هادی · ایران            | دولت شبان‌بای · قزاقستان       | نام کونگ-جین · کره جنوبی        |

## فرنگی مردان
| Event       | طلا                         | نقره                       | برنز                       |
| ----------- | --------------------------- | -------------------------- | -------------------------- |
| ۵۹ کیلوگرم  | کوهی هاسگاوا · ژاپن         | یون وونچول · کره شمالی     | کایی تیان · چین            |
| ۵۹ کیلوگرم  | کوهی هاسگاوا · ژاپن         | یون وونچول · کره شمالی     | المت کبیسپایف · قزاقستان   |
| ۶۶ کیلوگرم  | هان‌سو ریو · کره جنوبی       | ریوتارو ماتسوموتو · ژاپن   | هاک‌وون ری · کره شمالی      |
| ۶۶ کیلوگرم  | هان‌سو ریو · کره جنوبی       | ریوتارو ماتسوموتو · ژاپن   | افشین بیابانگرد · ایران    |
| ۷۱ کیلوگرم  | جونگ جی-هیون · کره جنوبی    | دلشادجان توردیف · ازبکستان | سعید عبدولی · ایران        |
| ۷۱ کیلوگرم  | جونگ جی-هیون · کره جنوبی    | دلشادجان توردیف · ازبکستان | شرمت پرمانف · ترکمنستان    |
| ۷۵ کیلوگرم  | کیم هیون-وو · کره جنوبی     | تاکهیرو تاناکوبو · ژاپن    | دوسژان کارتیکوف · قزاقستان |
| ۷۵ کیلوگرم  | کیم هیون-وو · کره جنوبی     | تاکهیرو تاناکوبو · ژاپن    | پیام بویری · ایران         |
| ۸۰ کیلوگرم  | حبیب‌الله اخلاقی · ایران     | تسوکاسا تسوروماکی · ژاپن   | بسیکی سالدادزه · ازبکستان  |
| ۸۰ کیلوگرم  | حبیب‌الله اخلاقی · ایران     | تسوکاسا تسوروماکی · ژاپن   | جاناربک کنجیف · قرقیزستان  |
| ۸۵ کیلوگرم  | رستم آساکالوف · ازبکستان    | لی سی-یئول · کره جنوبی     | فی پنگ · چین               |
| ۸۵ کیلوگرم  | رستم آساکالوف · ازبکستان    | لی سی-یئول · کره جنوبی     | مجتبی کریم‌فر · ایران       |
| ۹۸ کیلوگرم  | مهدی علیاری · ایران         | دی ژیائو · چین             | یرولان ایسکاکوف · قزاقستان |
| ۹۸ کیلوگرم  | مهدی علیاری · ایران         | دی ژیائو · چین             | نوریکاتسو سایکاوا · ژاپن   |
| ۱۳۰ کیلوگرم | نورماخان تینالیف · قزاقستان | یونگ‌مین کیم · کره جنوبی    | کانگ منگ · چین             |
| ۱۳۰ کیلوگرم | نورماخان تینالیف · قزاقستان | یونگ‌مین کیم · کره جنوبی    | بشیر باباجان‌زاده · ایران   |

## کشتی آزاد زنان
| وزن‌ها      | طلا                  | نقره                          | برنز                         |
| ۴۸ کیلوگرم | اری توساکا · ژاپن    | سون یانان · چین               | تاتیانا آمانژول · قزاقستان   |
| ۴۸ کیلوگرم | اری توساکا · ژاپن    | سون یانان · چین               | وینش پوگات · هند             |
| ۵۵ کیلوگرم | سائوری یوشیدا · ژاپن | سوندوین بیامباتسرن · مغولستان | آیسولو تینیبکووا · قرقیزستان |
| ۵۵ کیلوگرم | سائوری یوشیدا · ژاپن | سوندوین بیامباتسرن · مغولستان | زونگ کویشون · چین            |
| ۶۳ کیلوگرم | ریو واتاری · ژاپن    | شیلو ژوما · چین               | سوخیگین سرنچیمد · مغولستان   |
| ۶۳ کیلوگرم | ریو واتاری · ژاپن    | شیلو ژوما · چین               | گتیکا جیکار · هند            |
| ۷۵ کیلوگرم | ژو فنگ · چین         | گوزل مانیورووا · قزاقستان     | یونجو هوانگ · کره جنوبی      |
| ۷۵ کیلوگرم | ژو فنگ · چین         | گوزل مانیورووا · قزاقستان     | بورما اوچیربات · مغولستان    |

## جدول مدال‌ها
| رتبه            | کشور            | طلا | نقره | برنز | مجموع |
| --------------- | --------------- | --- | ---- | ---- | ----- |
| ۱               | ایران (IRI)     | ۶   | ۱    | ۵    | ۱۲    |
| ۲               | ژاپن (JPN)      | ۴   | ۳    | ۴    | ۱۱    |
| ۳               | کره جنوبی (KOR) | ۳   | ۳    | ۶    | ۱۲    |
| ۴               | ازبکستان (UZB)  | ۳   | ۱    | ۳    | ۷     |
| ۵               | قزاقستان (KAZ)  | ۱   | ۴    | ۵    | ۱۰    |
| ۶               | چین (CHN)       | ۱   | ۳    | ۵    | ۹     |
| ۷               | هند (IND)       | ۱   | ۱    | ۳    | ۵     |
| ۸               | کره شمالی (PRK) | ۱   | ۱    | ۱    | ۳     |
| ۹               | مغولستان (MGL)  | ۰   | ۱    | ۴    | ۵     |
| ۱۰              | قرقیزستان (KGZ) | ۰   | ۱    | ۳    | ۴     |
| ۱۱              | تاجیکستان (TJK) | ۰   | ۱    | ۰    | ۱     |
| ۱۲              | ترکمنستان (TKM) | ۰   | ۰    | ۱    | ۱     |
| مجموع (۱۲ کشور) | مجموع (۱۲ کشور) | ۲۰  | ۲۰   | ۴۰   | ۸۰    |

## شرکت کنندگان
۲۴۷ کشتی‌گیر از ۳۰ کشور در این دوره از مسابقات حضور دارند.
- ایران (۱۴)
- کره جنوبی (۱۸)
- چین (۱۸)
- ژاپن (۱۸)
- قزاقستان (۱۸)
- هند (۱۸)
- ازبکستان (۱۶)
- قرقیزستان (۱۵)
- ترکمنستان (۱۲)
- مغولستان (۱۲)
- تاجیکستان (۱۱)
- کره شمالی (۹)
- عراق (۸)
- میانمار (۶)
- قطر (۶)
- پاکستان (۵)
- تایلند (۵)
- سوریه (۵)
- کامبوج (۴)
- اردن (۴)
- عربستان سعودی (۴)
- لائوس (۴)
- ویتنام (۳)
- یمن (۳)
- نپال (۲)
- اندونزی (۲)
- فیلیپین (۲)
- فلسطین (۲)
- چین تایپه (۲)
- سری‌لانکا (۱)

## حاشیه‌ها
- سعید عبدولی نماینده ۷۱ کیلوگرم کشتی فرنگی ایران که اعتقاد داشت به‌دلیل ناداوری مقابل حریف کره‌ای از رسیدن به فینال این وزن بازمانده از گرفتن عکس یادگاری با کشتی‌گیر کره‌ای بر روی سکو خودداری کرد.[۳] همچنین رسول خادم رئیس فدراسیون کشتی ایران با ارسال نامه‌ای اعتراضی به فدراسیون جهانی کشتی و ارسال رونوشت آن به شورای المپیک آسیا اعتراض ایران به ناداوری صورت گرفته در کشتی عبدولی با حریف کره‌ای را اعلام کرد.[۴]